# Philautus macroscelis
Philautus macroscelis es una especie de anfibio anuro de la familia Rhacophoridae.

## Distribución geográfica
Esta especie es endémica de borneo. Se encuentra entre los 750 y 1800 m sobre el nivel del mar, habita en:
- el este de Malasia en el Parque Nacional Kinabalu en Sabah y en el Parque Nacional Gunung Mulu de Sarawak;
- Brunéi.[3]

## Descripción
El holotipo de Philautus macroscelis mide 31 mm. Esta especie tiene una cara dorsal de oliva oscura con flancos blancos teñidos con grandes puntos negros. Su cabeza está decorada con un travesaño amarillo entre los ojos y una gran mancha en forma de W, también amarilla, en la parte superior del cráneo. Su lado ventral es blanco sucio manchado de marrón.

## Publicación original
- Boulenger, 1896 : Descriptions of new batrachians in the British Museum. Annals and Magazine of Natural History, ser. 6, vol. 17, p. 401-406[4]